# Resistive Random Access Memory
Als Resistive Random Access Memory (RRAM oder ReRAM) bezeichnet man einen nichtflüchtigen elektronischen RAM-Speichertyp, der durch Änderung des elektrischen Widerstandes eines schwach leitfähigen Dielektrikums Information speichert. Die Speicherzelle eines RRAMs, welche die Informationsmenge von einem Bit speichern kann, besteht aus einem normalerweise nicht leitenden Oxid, in dem künstliche Störstellen eingefügt sind, deren elektrischer Widerstand durch eine beim Schreiben angelegte elektrische Spannung zwischen zwei Extremwerten umgeschaltet werden kann. Die beiden Widerstandswerte repräsentieren die beiden möglichen Zustände logisch-0 oder logisch-1 von einem Bit.
RRAM ist seit ca. 2010 Gegenstand verschiedener praktischer Entwicklungsarbeiten auf Versuchsniveau, erste Patente und Forschungsarbeiten zu dieser Technologie datieren aus Anfang der 2000er Jahre. Im Jahr 2013 stelle die Firma Panasonic einen 8-Bit-Microcontroller mit integrierten RRAM im Umfang von 64 kByte kommerziell vor. Mit Stand 2017 spielt RRAM allerdings, bis auf wenige Versuchsanwendungen, keine bedeutende Rolle im Bereich der Halbleitertechnik, da die Preise im Vergleich zu anderen, ähnlichen Speicherzellen wie Flash-Speicher nicht konkurrenzfähig ist. 2020 plant Globalfoundries RRAMs 2022 für Produktionszwecke als kosteneffiziente NVRAM-Technologie bereitzustellen.
Ob RRAM-Zellen zu dem thematischen Bereich der Memristoren zählen ist in der Literatur umstritten, da sich die Funktionsdefinition des Memristors nicht mit der einer RRAM-Zelle deckt.

## Aufbau
Die Grundlage von RRAM ist der Effekt, dass im Material von bestimmten, elektrisch normalerweise nicht leitenden Dielektrika wie Siliziumdioxid (SiO2) oder Hafniumdioxid (HfO2) im Rahmen der Herstellung durch eine Teilentladung mittels eines Hochspannungsimpulses ein oder mehrere elektrisch schwach leitfähige Kanäle permanent hergestellt werden können. Diese schwach leitfähigen Kanäle können im Rahmen eines Schreibvorganges, dabei werden verschieden hohe Spannungen angelegt, zwischen den beiden Zuständen mit hoher und niedriger Leitfähigkeit umgeschaltet werden. Für den Auslesevorgang wird die elektrische Leitfähigkeit des Kanals gemessen.
RRAM-Zellen werden normalerweise als 1T1R-Zelle, die Abkürzung steht für einen Transistor und einen Widerstand, realisiert. Der Transistor dient dabei als Verstärker oder als Element zur Adressierung der jeweiligen Speicherzellen in einem Speicherarray.